# Bacia hidrográfica do rio Mampituba
A Bacia do rio Mampituba situa-se na Região hidrográfica do Litoral, na porção nordeste do Rio Grande do Sul. Abrange as províncias geomorfológicas do Planalto Meridional e Planície Costeira.
Possui uma área de 1.940,2 km², sendo 37% (712,2 km²) no Rio Grande do Sul e 63% (1.228 km²) em Santa Catarina. Abrange 18 municípios, inseridos total ou parcialmente: Balneário Arroio do Silva, Araranguá, Balneário Gaivota, Sombrio, Ermo, Jacinto Machado, Santa Rosa do Sul, Cambará do Sul, Praia Grande, São João do Sul, Passo de Torres, Torres, Mampituba, Morrinhos do Sul, Dom Pedro de Alcântara, Três Cachoeiras, São Francisco de Paula, Três Forquilhas.
Os principais cursos de água são os arroios Paraíso e Josafaz e os rios Pavão, Mengue e Mampituba.
Altitude e localização de alguns dos corpos de água principais
| Principais corpos de água | Altitude/ nascente principal | Localização      |
| ------------------------- | ---------------------------- | ---------------- |
| Rio Mampituba             | 1050 m                       | Cambará do Sul   |
| Rio Pavão                 | 950 m                        | Cambará do Sul   |
| Rio do Mengue             | 900 m                        | Morrinhos do Sul |
| Arroio Paraíso            | 950 m                        | Morrinhos do Sul |

Unidades de conservação
| Unidade de conservação                      | Município | Área (ha) |
| ------------------------------------------- | --------- | --------- |
| Parque Estadual da Guarita                  | Torres    | 350       |
| Parque Estadual de Torres                   | Torres    | 15        |
| Parque Estadual de Itapeva                  | Torres    | 1.000     |
| Refúgio de Vida Silvestre da Ilha dos Lobos | Torres    | 1,70      |

Áreas por município da bacia hidrográfica
| Municípios de Santa Catarina    | Municípios de Santa Catarina | Municípios de Santa Catarina |
| Município                       | Área na bacia (km²)          | %                            |
| ------------------------------- | ---------------------------- | ---------------------------- |
| Balneário Arroio do Silva       | 75,5                         | 80,3                         |
| Praia Grande                    | 286                          | 100                          |
| São João do Sul                 | 175                          | 100                          |
| Passo de Torres                 | 90                           | 100                          |
| Santa Rosa do Sul               | 162,4                        | 99                           |
| Sombrio                         | 147,7                        | 97,8                         |
| Jacinto Machado                 | 57,3                         | 13,7                         |
| Ermo                            | 2,6                          | 4,0                          |
| Balneário Gaivota               | 151                          | 100                          |
| Araranguá                       | 80,5                         | 27,2                         |
| Municípios do Rio Grande do Sul |                              |                              |
| Mampituba                       | 156                          | 100                          |
| Torres                          | 123,6                        | 76,3                         |
| Morrinhos do Sul                | 166                          | 100                          |
| Dom Pedro de Alcântara          | 57,4                         | 72,7                         |
| Três Cachoeiras                 | 46,2                         | 18,3                         |
| Três Forquilhas                 | 7,7                          | 3,5                          |
| Cambará do Sul                  | 129,5                        | 11,1                         |
| São Francisco de Paula          | 25,8                         | 0,8                          |
| Total                           | 1.940,2                      | 100                          |

## Clima
Conforme o levantamento do dossiê da Bacia Hidrográfica do Rio Mampituba, os condicionantes climáticos contemporâneos dos processos morfogenéticos na região são
definidos pela posição de transição da bacia entre as latitudes médias e subtropicais. Isto faz com que a região da bacia esteja submetida, principalmente, à influência de dois importantes centros de ação atmosférica: o anticiclone semipermanente do Atlântico Sul e o anticiclone migratório polar. Nesses sistemas de circulação são individualizadas, respectivamente, as massas de ar Tropical Atlântica (Ta) e Polar Atlântica (Pa). A região é afetada parcialmente, de forma secundária, pelas massas de ar Equatorial Continental (Ec) e Tropical Continental (Tc), durante o verão.
A massa Pa é individualizada nesse anticiclone nas proximidades do continente, na latitude da Patagônia. Trata-se de uma massa de ar fria e úmida que eventualmente pode ser reforçada pela Polar Pacífica. A massa de ar Ta é caracterizada geralmente por temperatura e umidade elevadas, as quais são mantidas pela intensidade da radiação solar e pela evaporação marítima que distinguem as latitudes tropicais.
As massas de ar Ta e Pa são caracterizadas pelo elevado teor de umidade, bem como pela proximidade ao oceano. A Tc origina-se de um centro de ação negativo situado na região do Chaco, no interior do continente sul-americano. Essa massa de ar é quente e seca e só adquire importância para a circulação atmosférica do litoral norte do estado gaúcho quando da ocorrência de anos secos. A massa de ar Ec tem seu centro de ação na Amazônia e representa uma célula de convergência dos alísios.
Associados às características térmicas e higrométricas, assim como à freqüência de atuação dos sistemas acima mencionados, destacam-se três grandes fatores estáticos: latitude, geomorfologia e maritimidade. Esses em conjunto são os principais condicionantes climáticos responsáveis, de forma genérica, pelo clima mesotérmico brando dessa região. Portanto, o clima da região, bem como da maior parte do estado do Rio Grande do Sul e sul de Santa Catarina, encontra-se incluso no tipo de clima Cfa ou subtropical úmido, segundo a classificação de Köppen. O clima Cfa caracteriza-se por temperaturas médias no mês mais quente que superam 22 ºC, e por temperaturas médias, no mês mais frio, situadas entre –3 e 18 ºC.